# Antoine-Adrien Lamourette

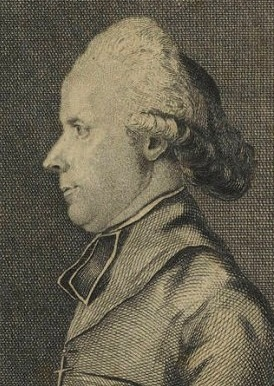
Antoine-Adrien Lamourette

Antoine-Adrien Lamourette (Frévent, 31 mei 1742 - Parijs, 11 januari 1794) was een Franse geestelijke en politicus.

## Biografie
Lamourette was een lazarist en politicus tijdens de Franse Revolutie. De laatste drie jaar van zijn leven, van 1791 to 1794, was hij bisschop van Lyon, maar is door het Vaticaan nooit als zodanig erkend. Hij reageerde scherp tegen de corrupte clerus van het ancien régime. Ook stak hij fel van leer tegen het fanatisme van de philosophes. Hij bedacht de naam christendemocratie voor een politieke stroming die nog steeds bestaat.
Antoine-Adrien Lamourette behoorde tot de congregatie van lazaristen en was eerste vicaris in Arras. In zijn geloofsleer mengde hij oprecht geloof met de filosofie. Als zelfverklaarde homme éclairé (verlicht persoon) ontwaarde hij de idealen van het christendom in de Franse Revolutie. 
Als bisschoppelijk bestuurder van de  Kathedraal van Lyon gaf hij opdracht tot een relatief drastische aanpassing van het priesterkoor waardoor het doksaal aanzienlijk vernield werd. Dit doksaal werd pas enkele eeuwen later, tussen 1935 en 1936, in zijn middeleeuwse luister gerestaureerd.
Op 7 juli 1792 organiseerde hij in de Wetgevende Vergadering de baiser Lamourette, een zoen (kus) die de partijtegenstellingen moest overbruggen en nationale eenheid smeden in een land op voet van oorlog. Hierdoor werd hij beroemd. Een voorstel dat hij in deze zin deed, maakte een sterke indruk op de vergadering; De afgevaardigden van de meest vijandige partijen wierpen zich in elkaars armen, maar de volgende dag was de broederlijke kus vergeten.
Enige tijd later protesteerde hij tegen de Septembermoorden. Hij nam deel aan contra-revolutionaire activiteiten in Lyon in 1793 en werd door de zogenoemde jakobijnse Terreur geëxecuteerd op 31 mei 1794.